# Leucanella
Genre
Le genre Leucanella regroupe des papillons appartenant à la famille des Saturniidae.

## Liste d'espèces
Selon Catalogue of Life (4 octobre 2014) :
- Leucanella acutissima
- Leucanella aspera
- Leucanella bivius
- Leucanella contei
- Leucanella contempta
- Leucanella flammans
- Leucanella fusca
- Leucanella gibbosus
- Leucanella heisleri
- Leucanella hosmere
- Leucanella janeira
- Leucanella lama
- Leucanella leucane
- Leucanella lynx
- Leucanella maasseni
- Leucanella memusae
- Leucanella memusoides
- Leucanella muelleri
- Leucanella newmani
- Leucanella nyctimene
- Leucanella saturata
- Leucanella stuarti
- Leucanella viettei